# Some Kind of Heaven
Some Kind of Heaven è un singolo del gruppo musicale britannico Hurts, pubblicato il 28 maggio 2015 come primo estratto dal terzo album in studio Surrender.

## Video musicale
Il video, diretto da Chino Moya, è stato reso disponibile il 21 giugno 2015 attraverso il canale Vevo del duo.

## Tracce
Download digitale, CD promozionale (Regno Unito)
1. Some Kind of Heaven – 3:18

CD singolo (Europa)
1. Some Kind of Heaven – 3:18
2. S.O.S. – 3:38

Download digitale – Claptone Remix
1. Some Kind of Heaven (Claptone Remix) – 6:54

Download digitale – LXR Remix
1. Some Kind of Heaven (LXR Remix) – 6:08

Download digitale – Thin White Duke Remix
1. Some Kind of Heaven (Thin White Duke Remix) – 5:35

## Classifiche
| Classifica (2015) | Posizione massima |
| ----------------- | ----------------- |
| Svizzera          | 66                |